# Ситита
Ситита (пол. Sytyta) — присілок села Кривоверба в Польщі, у гміні Вирики Володавського повіту Люблінського воєводства.

## Положення
Лежить біля села Кривоверба.

## Історія
У часи входження до Російської імперії належало до гміни Ополе Володавського повіту Сідлецької губернії. Близько 1890 року в селищі був 1 дім і 3 мешканців.
Станом на 1921 рік колонія Ситита належала до гміни Кривоверба Володавського повіту Люблінського воєводства міжвоєнної Польщі. За офіційним переписом населення Польщі 10 вересня 1921 року в колонії налічувалося 11 будинків (з них 9 житлових) та 50 мешканців (27 чоловіків та 23 жінок), з них 42 православних українців і 8 поляків-римо-католиків.
За німецької окупації у 1939—1944 роках входило до громади Ополе крайсгауптманшафту Біла Підляська Люблінського дистрикту Генеральної губернії. Чисельність населення за переписом 1943 року становило 52 осіб.
У 1945—1946 роках в околицях Ситити діяли відділи УПА. У серпні 1946 року польська комуністична поліція арештувала в колонії 8 осіб за підозрою у співпраці з УПА.
12-13 червня 1947 року у рамках операції «Вісла» польська армія виселила зі Ситити в північно-західні воєводства Польщі усі 15 місцевих родин — 12 українських і 3 польські. Зокрема, 5 українських родин було депортовано до села Пшихова, що нині в Нижньосілезькому воєводстві.
У 1975–1998 роках належало до Холмського воєводства.